# Alte Dechantei

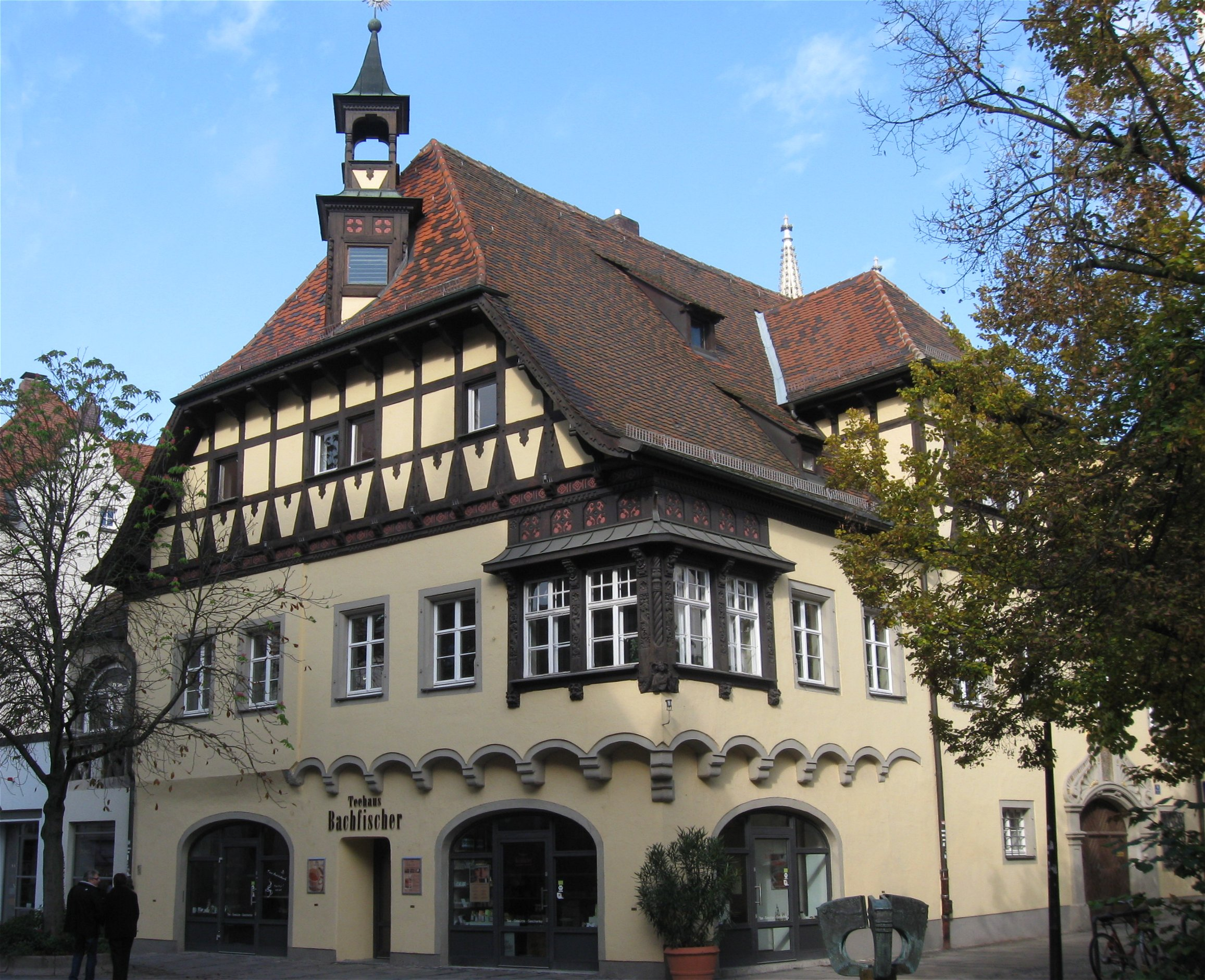
Alte Dechantei Regensburg

Die Alte Dechantei in Regensburg (genauer: Alte Dechantei des Kollegiatstifts zur Alten Kapelle) ist ein denkmalgeschütztes Gebäude in der Altstadt von Regensburg mit der heutigen Adresse Kapellengasse 6 in Ecklage zur Schwarzen Bären Straße. Das Gebäude war seit dem späten Mittelalter der Wohnsitz zahlreicher Dekane. Das Wort Dechantei bezeichnet eigentlich den Amtsbereich eines Dekans, auch Dechant genannt. Der berühmteste Bewohner des Hauses war der katholische Kirchenmusiker Carl Proske (* 1794, † 1861).

## Nutzung als Wohnhaus für Dekane
Erstmals urkundlich erwähnt wurde das Gebäude im Jahr 1344, als am 9. Oktober das Stiftskapitel der Alten Kapelle bestimmte, dass alle zugehörigen Dekane in diesem Gebäude wohnen sollten und für das Wohnrecht bezahlen sollten. 1521 wurde das Wohnrecht zur Wohnpflicht der Dekane in der Dechantei verschärft, weil viele Dekane das Wohnrecht ausgeschlagen und auch kein Geld bezahlt hatten. Daraufhin wurde die Dechantei bis zum Jahr 1889 von den Dekanen bewohnt.

## Bauliche Entwicklung
Der genaue Zeitpunkt der Errichtung des im Kern mittelalterlichen Gebäudes ist nicht bestimmbar. Vermutlich ließ der 1462 zum Dekan gewählte Dekan Johannes Haiden das Haus 1464 grundlegend umbauen. Darauf weist unter anderem die Jahreszahl hin, die unter der sogenannten „Türkenmadonna“ angebracht ist: Für die Zahl 1464 wurde die halbe 8 als alte Form der 4 verwendet. Daneben findet man das Wappen des Dekans Haiden, das einen Mann mit Hut und Spitzbart zeigt. Die „Türkenmadonna“ ist ein Relief von Maria im Strahlenkranz: Sie tritt gerade auf einen Halbmond, unter dem sich das Gesicht eines Türken verbirgt – daher auch der Name „Türkenmadonna“.

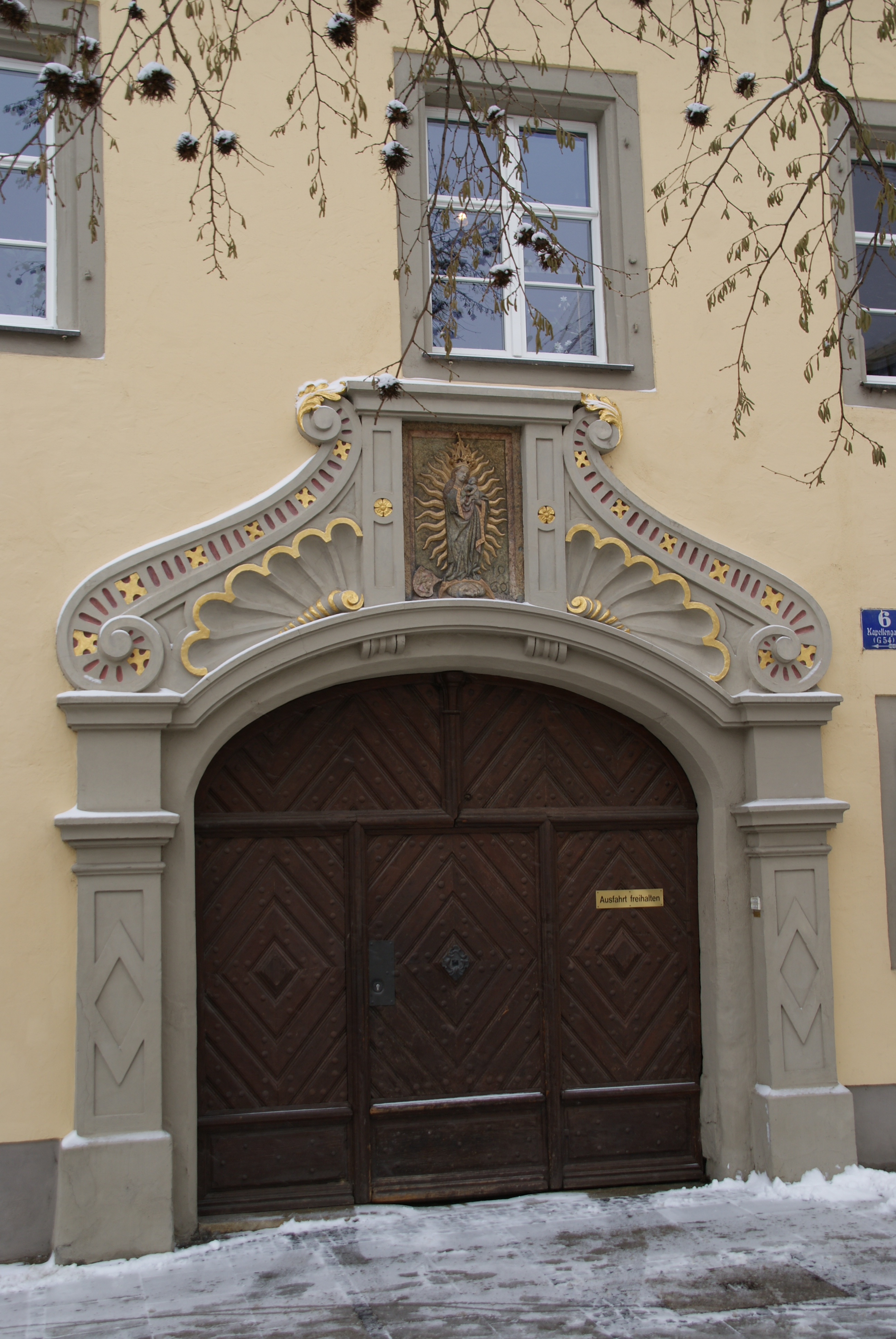
„Türkenmadonna“ an der Alten Dechantei

Anlass für die Errichtung der „Türkenmadonna“ war zum einen der Tod von Papst Pius II. an Mariä Himmelfahrt, zum anderen die Aufgabe des Kreuzzuges gegen die Osmanen. Haiden drückte seine Verzweiflung über die Ereignisse in Form der „Türkenmadonna“ aus – er verehrte die Himmelskönigin als letzte Retterin in der Not. Die „Türkenmadonna“ an der Regensburger Dechantei ist eine der weltweit ältesten dieser Abbildungen. Nach ihrer Anbringung in der Alten Dechantei tauchten solche Marienbilder im gesamten deutschen Sprachraum öfter auf. In Regensburg selbst befindet sich eine weitere Abbildung in der Ägidienkirche.
Um das Jahr 1700 wurde das Haus umgebaut, blieb aber im Kern mittelalterlich. Aus dieser Zeit stammt auch die Barocktreppe im Inneren des Hauses. Die Deckenkehlen im Obergeschoss und die zweiflügligen Türen stammen aus der Zeit der nächsten Umbauphase im frühen 19. Jahrhundert.
1905/1906 erhielt die Alte Dechantei ihr bis heute charakteristisches Aussehen: Karl Frank nahm eine Überformung der alten Fassade mit Fachwerkgliederung vor. An der Ecke befindet sich eine fachwerkgefasste Fenstergruppe, der Halbgiebel besteht aus Zierfachwerk; das Glockentürmchen auf dem Schopfwalm ist ebenfalls in Fachwerkausführung gestaltet. Auf der Seite der Kapellengasse befindet sich ein großer Zwerchgiebel mit Fachwerkgliederung. Dies macht die Alte Dechantei auch heute noch zu einem der wenigen Oberpfälzer Fachwerkhäuser.

## Nutzung als Geschäftsgebäude
1935 wurde das Erdgeschoss aufgerissen, die Front wurde mit Schaufenstern versehen. Seit dieser Zeit wurde das Haus gewerblich von verschiedenen Firmen genutzt. Seit dem Anfang der 50er Jahre ist die Familie Bachfischer mit dem Haus verbunden.

## Architektonische Besonderheiten
An der Kapellengasse findet sich ein weit gespanntes Korbbogenportal mit Renaissance-Einfassung. Die Einfassung wird von Pilastern flankiert. Über dem Bogen befinden sich Voluten, die ein Madonnenrelief mit Muscheln umschließen flankieren, die sog. „Türkenmadonna“. Die Vorkragung des ersten Obergeschosses ist beidseitig zur Südostkante hin anlaufend. Westlich der Giebelfront auf der Südseite des Hauses befindet sich eine Loggia, die sich im Korbbogen öffnet.